# La vida encadenada
La vida encadenada es una película española de drama estrenada en 1948, dirigida por Antonio Fernández-Román y protagonizada en los papeles principales por Ana Mariscal, Manuel Luna, Antonio Vilar y Adriano Rimoldi. 
El argumento de la película se basa en la novela homónima de Bartolomé Soler.
Por su papel en la película Asunción Sancho obtuvo la medalla a la mejor actriz secundaria otorgada por el Círculo de Escritores Cinematográficos.

## Sinopsis
Ambientada en la ciudad de Toledo a finales del siglo XIX, narra la desdichada historia de una mujer llamada Isabel, dedicada en cuerpo y alma al cuidado de su hijo, fruto de un matrimonio infeliz, que le obliga a renunciar a rehacer su vida.

## Reparto
- Ana Mariscal
- Manuel Luna
- Antonio Vilar
- Adriano Rimoldi
- Asunción Sancho
- Nicolás Perchicot
- Rafael Romero Marchent
- Elena Salvador
- Manuel Arbó
- Rafael Bardem

## Premios
4.ª edición de las Medallas del Círculo de Escritores Cinematográficos
| Categoría               | Nominados       | Resultado |
| ----------------------- | --------------- | --------- |
| Mejor actriz secundaria | Asunción Sancho | Ganadora  |
| Mejor música            | Manuel Parada   | Ganador   |